# Mussaenda oreadum
Mussaenda oreadum är en måreväxtart som beskrevs av Herbert Fuller Wernham. Mussaenda oreadum ingår i släktet Mussaenda och familjen måreväxter. Inga underarter finns listade i Catalogue of Life.